# Rhodospatha perezii
Rhodospatha perezii — вид квіткових рослин із родини кліщинцевих (Araceae), роду Rhaphidophora. Це ліана, рідним ареалом якої є пн.-зх. Венесуела.